# روبرتو نوفوا
روبرتو نوفوا (بالإنجليزية: Roberto Novoa) هو لاعب كرة قاعدة دومينيكاوي، ولد في 15 أغسطس 1979 في Las Matas de Farfán ‏ في جمهورية الدومينيكان.

## وصلات خارجية
- روبرتو نوفوا على موقع دوري كرة القاعدة الرئيسي (الإنجليزية)
- روبرتو نوفوا على موقعبيزبول رفرنس.كوم (الدوري الرئيسي) (الإنجليزية)
- روبرتو نوفوا على موقعبيزبول رفرنس.كوم (الدوري الثانوي) (الإنجليزية)
- روبرتو نوفوا على موقع إي إس بي إن.كوم (أم.أل.بي) (الإنجليزية)
- روبرتو نوفوا على موقع مشجعي الرسوم البيانية (الإنجليزية)